# 詹姆斯·戈尔曼
詹姆斯·戈尔曼（英語：James P. Gorman，1958年7月14日—）是摩根士丹利的主席和首席执行官。他曾是该公司的联席主席和战略计划部门的主管。

## 职业生涯
詹姆斯·戈尔曼于2006年2月份加入摩根士丹利，时任全球财富管理集团（GWMG）的首席运营官和主席。2007年10月，戈尔曼开始与公司首席财务官科尔姆·凯莱赫共同担任战略计划部门的联席主管。2007年12月，他被任命与瓦利德·沙马一起为摩根士丹利的联席主席，主管战略计划部门和资产管理部门的日常经营。2009年9月，公司宣布戈尔曼将从2010年1月出任摩根士丹利的首席执行官，自2012年John J. Mack退休后，他同时担任主席一职。有报道暗示戈尔曼的这两项职位在2012年的薪酬为九百七十五万美元，而2013年纽约时报报道其薪酬增至一千八百万美元。
2009年，戈尔曼主导的将摩根士丹利财富管理业务与花旗美邦公司合并整合时，创立了全球最大的财富管理平台 - 摩根士丹利美邦公司（MSSB）。2013年6月，摩根士丹利收购了该公司，至此成为全球最大的财富管理公司，有超过16,000名财务顾问管理着一万八千亿美元的客户资产。
2006年2月加入摩根士丹利之前，戈尔曼在美林证券的决策岗位上也相当成功，包括在2001年至2005年期间领导公司的美国分部门和紧接着的全球私人客户管理。他于1999年加入美林证券，时任首席营销官兼战略与研究主管。在加入美林证券前，戈尔曼是麦肯锡咨询公司的高级合伙人，任金融服务部门的成员，并在墨尔本担任律师。
2014年，彭博市场杂志（Bloomberg Markets）列出的50位最有影响力的人，戈尔曼名列其中。

## 个人生活
作为一个澳大利亚本土人，戈尔曼就读于泽维尔学院，并在墨尔本大学获得了文学士和法学士学位，他是墨尔本大学纽曼学院的常任会员和主席。1982年，他加入了Phillips Fox and Masel律师事务所（现名DLA Phillips Fox），随后又去美国哥伦比亚商学院拿到了工商管理硕士(MBA)学位，他当时居住在纽约国际学生公寓。

## 现状
戈尔曼和妻子彭妮和两个孩子居住在曼哈顿的上东城将近20年，他的女儿卡罗琳是Madness and the Film乐队的成员。卡罗琳在布朗大学学习电影，Madness and the Film乐队2015年6月30号发行的单曲"SAVIOUR"备受好评。